# Palazzo Guglielmi Gori

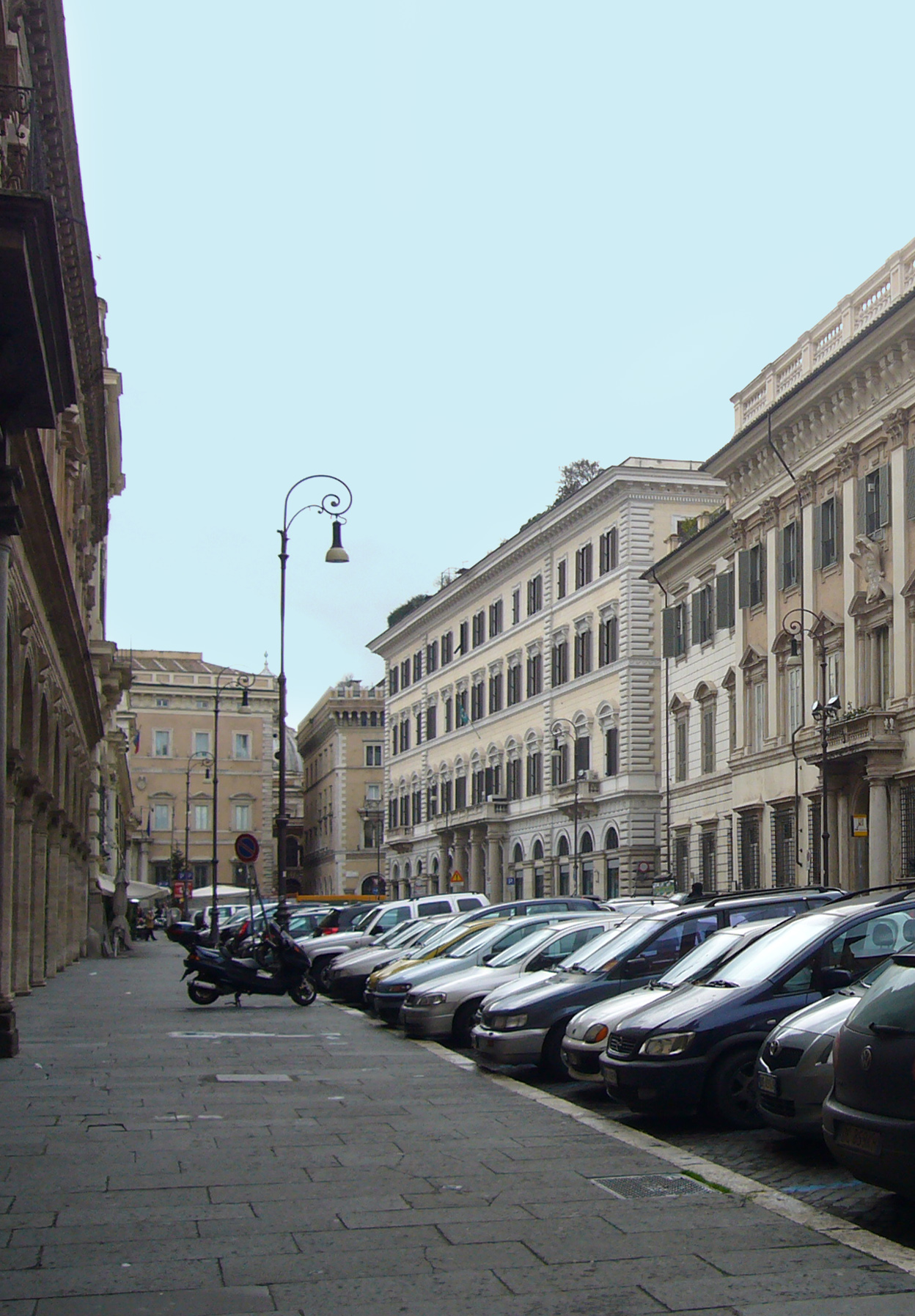
Piazza Santi Apostoli. Sulla destra si vede parte del palazzo Odescalchi e accanto il palazzo Guglielmi Gori, separato dal primo da un altro edificio. In fondo a piazza Santi Apostoli si trovano Palazzo Valentini (a sinistra) e il Palazzo delle Assicurazioni Generali (a destra). Dall'altro lato della piazza si trovano il Palazzo Colonna e la basilica dei Santi Apostoli.

Palazzo Guglielmo Gori, noto anche come Palazzo Ruffi, è un palazzo di Roma in stile eclettico che si trova all'angolo di piazza Santi Apostoli  con via Cesare Battisti, nel rione Trevi.

## Storia
Il palazzo fu originariamente edificato nel XVI secolo per la famiglia Cybo e passò poi agli Altemps, agli Isimbardi, alla Santa Casa di Loreto e infine ai Ruffo che, come ricorda una lapide sullo scalone monumentale, vi accolsero l'imperatore Giuseppe II d'Austria.
In questo periodo,verso la metà del XVIII secolo, il cardinale Tommaso Ruffo (m. 1753) incaricò l'architetto Giovanni Battista Contini di ristrutturare il palazzo.
Nel 1873 i Ruffo commissionarono una completa ristrutturazione del palazzo all'architetto Gaetano Koch, il quale si occupò di eliminare completamente l'aspetto rinascimentale dell'edificio in favore di uno stile più eclettico tipico della fine dell'Ottocento.

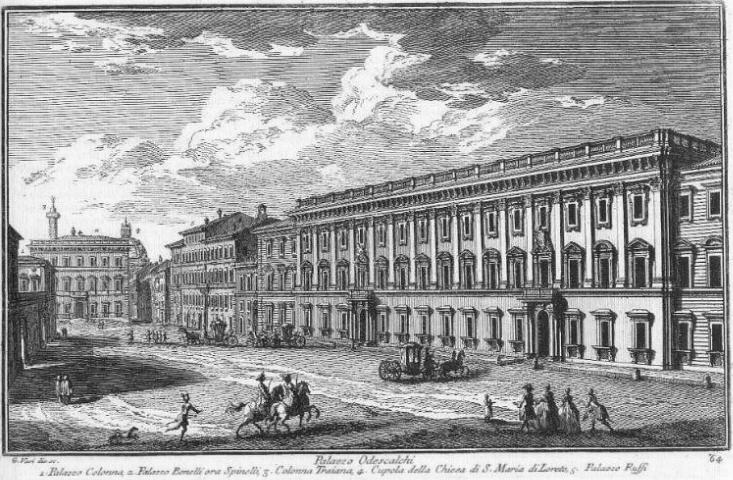
La piazza in una incisione di Giuseppe Vasi (1754). Il confronto con la situazione attuale permette di vedere il risultato della ristrutturazione di Gaetano Koch di fine Ottocento, che eliminò completamente gli aspetti rinascimentali dell'edificio.

Nel 1892 il nobile Achille Gori Mazzoleni acquistò il palazzo dagli eredi Ruffo e, solo otto anni dopo, nel 1900, l'edificio passò ai Guglielmi di Vulci attraverso il matrimonio di Enrica Mazzoleni con Giulio Guglielmi di Vulci..
Nel 2002 l'edificio è stato nuovamente restaurato, questa volta dall'architetta Augusta Desideria Pozzi.